# Kapitalistis
Kapitalistis ist ein französisch-belgischer Kurzfilm von Pablo Muñoz Gomez aus dem Jahr 2017.

## Handlung
Es ist kurz vor Weihnachten und Nikos eröffnet seinem Vater Gyorgis, dass er nicht mehr zur Schule gehen will, weil die Kinder ihn wegen seines alten Schulranzens auslachen. Er wünscht sich einen neuen PowerMax-Ranzen. Gyorgis schlägt vor, dass Nikos ihn sich vom Weihnachtsmann wünscht, doch meint Nikos, dass er ihn nicht bekommen werde, da der Weihnachtsmann Kapitalist ist und nur den reichen Kindern schöne Geschenke macht.
Gyorgis lebt seit neun Monaten in Belgien und hat einen Minijob als Pizzafahrer. Ein PowerMax-Ranzen kostet zwischen 80 und 180 Euro und übersteigt seine finanziellen Möglichkeiten. Länger arbeiten würde ihm nicht mehr Geld bringen, einen zweiten Minijob erhält er bei der Arbeitsagentur nicht, weil er froh sein soll, wenigstens eine Arbeit zu haben. Daher schlägt er sich mit kleinen Nebenjobs durch, unter anderem geht er mit Hunden Gassi und stellt sich mit seinem alternativen Onkel Bart als menschliches Buffet zur Verfügung. Einen Tag vor Weihnachten hat er das Geld beisammen, doch sind die PowerMax-Ranzen ausverkauft. Der Angestellte des Ladens verkauft ihm ein zurückgelegtes Exemplar zu einem Wucherpreis. Nikos ist glücklich, doch Gyorgis reagiert eher nachdenklich und deprimiert auf den Erfolg. Mit Nikos übermalt er wenig später das PowerMax-Logo auf dem Ranzen.

## Produktion
Kapitalistis war der vierte Film, den Pablo Muñoz Gomez als Regisseur realisierte, und der erste fiktionale Film, für den er am Drehbuch mitarbeitete. Der Film wurde in Belgien gedreht.
Kapitalistis wurde unter anderem im August 2017 auf dem Locarno Festival gezeigt. ARTE zeigte den Film am 29. Oktober 2017 im Rahmen des Magazins Kurzschluss.

## Auszeichnungen
Auf der Semana Internacional de Cine de Valladolid gewann Kapitalistis 2017 den EFA-Kurzfilmpreis und erhielt auf dem Festival Internacional de Cine de Guayaquil 2017 den Kurzfilmpreis. Durch den Gewinn beim Valladolid-Festival war Kapitalistis zudem für den Europäischen Filmpreis als Bester Kurzfilm nominiert. Im Jahr 2018 wurde Kapitalistis für einen Magritte in der Kategorie Bester Kurzfilm nominiert. Der Film erhielt 2019 eine César-Nominierung in der Kategorie Bester Kurzfilm.